# آرورا استور
آرورا استور یک برنامه مشتری پروکسی برای برنامه‌های فروشگاه گوگل پلی است، در نسخه هماهنگ شده برای گوگل پلی می‌توانید با حساب گوگل خود هر چیزی از فروشگاه گوگل پلی دانلود کنید.
فروشگاه آرورا یک مشتری متن‌باز است، همچنین نیازی به چارچوب اختصاصی گوگل ندارد، خدمات بسیاری برای مشتریانی که توسط جامعه آرورا ارائه شده این امکان را به کاربران خود می‌دهد تا سرویس‌هایی مانند جستجو، بارگیری، به روزرسانی برنامه‌ها و پارامترهای تغییر هویت دستگاه کاربر و… را ارائه می‌دهد.
همچنین آرورا یک نسخه آلترناتیو و متن‌باز از فروشگاه اف-دروید را به صورت کلاینت پروکسی ارائه می‌کند.